# CeBIT
办公及信息技术中心（德語：Centrum für Büroautomation, Informationstechnologie und Telekommunikation），缩写是CeBIT，又称“CeBIT信息及通信技术博览会”，是一个国际性的以信息技术和信息工程为主的大型展览会，1986年起的每年春季在德国汉诺威举行。展览会的组织者是德意志展览股份公司。
CeBIT是全球最大的信息和通信工程类展览会。
2018年11月28日，主辦單位宣布自2019年起，停辦CeBIT，展覽內容併入漢諾威工業博覽會。

## 发展史

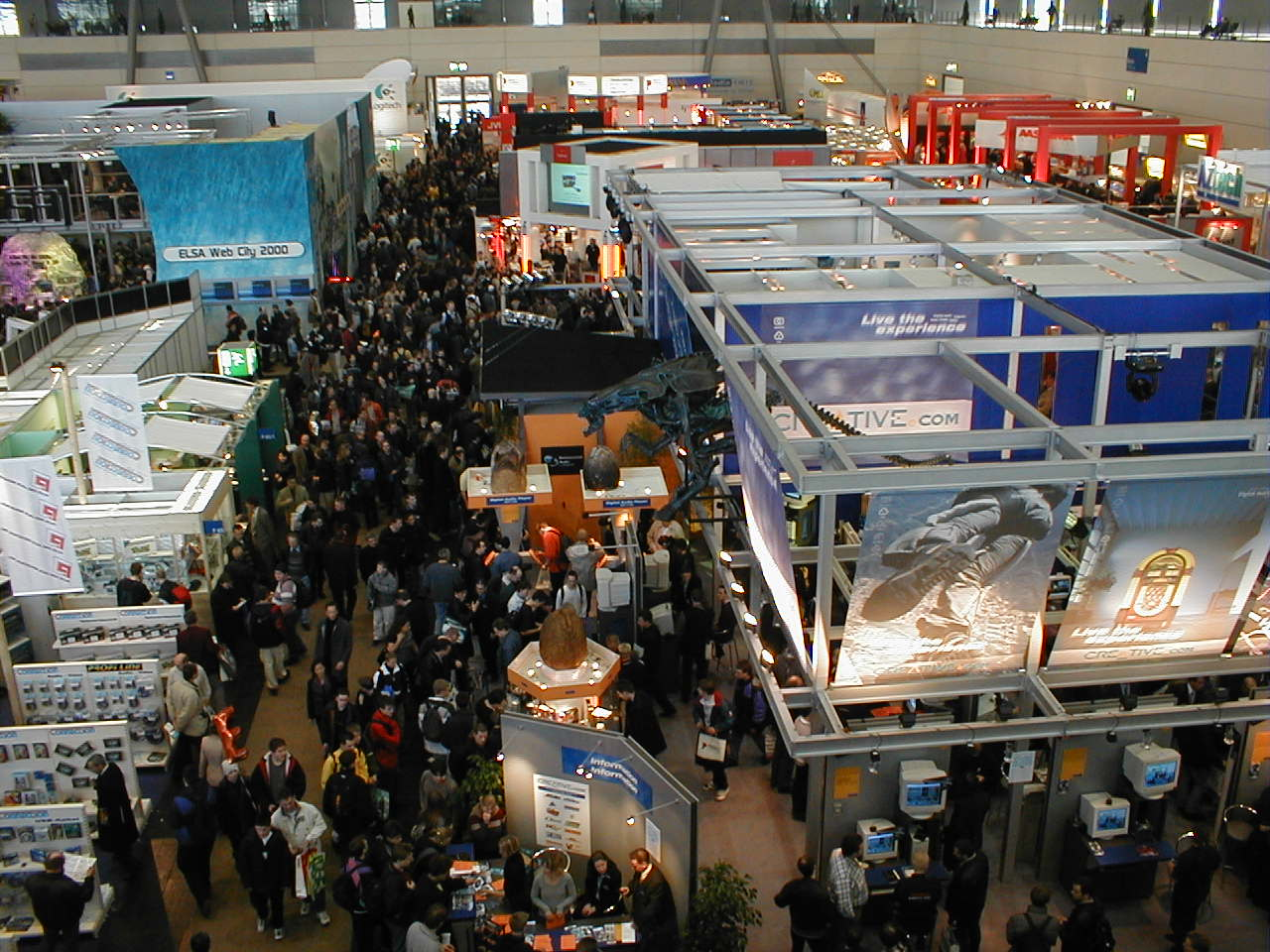
CeBIT 2000 会展广场內部

CeBIT传统上是汉诺威工业博览会的一部分。到了1970年展览正式更名为。快速发展的信息和通讯技术使这个论坛充满了活力，而这个公平独特的论坛也给信息和通讯技术提供了更多的发展空间和机遇。1986年汉诺威展览公司彻底将CeBIT从汉诺威工业展览中独立出来，这使CeBIT的参展厂家、参观人数、场地规模也逐年增加。1986年3月12日第一次以独立的身份出现的CeBIT展馆面积就达到了200.000平方米，吸引了2.000多家厂商参展，其中也包括第一参展的国家电信部门。尽管有些人批评CeBIT从汉诺威工业博览会中分离出来，但其观人数还是达到了334.400位，大大超过了汉诺威工业博览会。现在它已经超过了Systems成长成为了一个在IT领域中极其重要的展览，在IT业中也有着相当重要的地位。
1996年和1998年CeBIT以CeBIT Home为主题将重点放在了家庭方面，一些家用游戏机、娱乐硬件设备、娱乐电子成为主要展览对象。也象是当时其他这方面的重要展览如柏林国际无线电博览会（IFA）和2000年的世界博览会也将重点放在了家用电子设备方面，但是后来因为一些原因，CeBIT并没有把CeBIT Home这个主题继续延续下去。
1999年，德意志展览股份公司将CeBIT展览扩展到了在海外，例如CeBIT America在纽约举办和CeBIT Asia在上海举办。

## 历届CeBIT

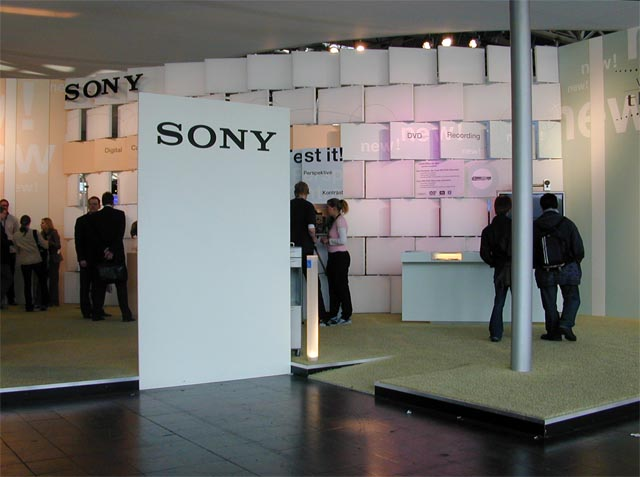
CeBIT 2005展馆內的Sony展区

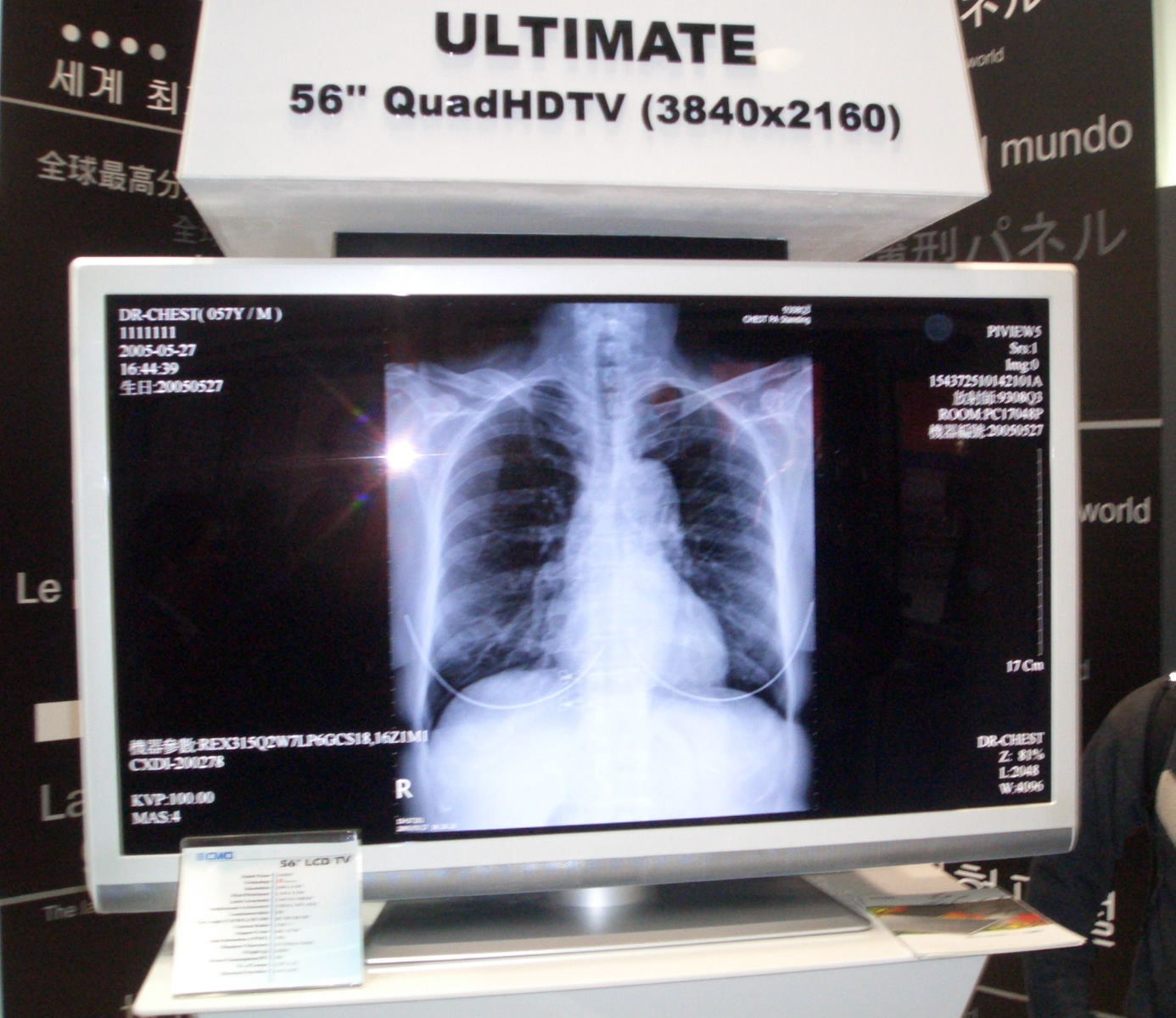
2006年展出的X光機

按时间顺序排列。

### CeBIT2003
CeBIT2003有来自60个国家的6.500家厂商参展，展馆面积达到了360.000平方米，分布在27个展厅中。展期在3月12日到19日共吸引了560.000名参观者比去年少17%，尽管这样，但是交易额仍比去年高出了10%。
这届展览中有着许多新鲜的技术，象是UMTS-移动通讯技术、移动宽带通讯技术的前景。还有IT-安全技术在这一年也同样重要。还有开放源代码的Linux的一些新产品如Knoppix 3.2 和 SuSE Linux 8.2这些自由软件都是商用和私人的办公解决方案。
下面是由著名电脑杂志CHIP评选的2个奖项“CeBIT Oscar”和“CeBIT Bremse”。
CeBIT Oscar
- 使笔记本电脑有更长使用时间的Intel迅驰（Centrino）技术。
- “Apple iLife”多媒体功能。
- Intellon HomePlug 1.0简易网络连接技术。
- Microsoft在线游戏平台Xbox live。

CeBIT Bremse
- TCPA（Trusted Computing Platform Alliance）

### CeBIT2004
2004年来自64个国家的6.100家厂商参展，参观510.000位比期望的多了10.000名。本届重点主题是无线上网、家庭网络、移动电话和UMTS、数码相机。

### CeBIT2005
CeBIT 2005展期从3月10日到16日，参观人数大约480.000人其中29%来自国外。本届重点主题是Voice Over IP（网络电话）。

### CeBIT2006
本届CeBIT在2006年3月9日到15日在汉诺威举办，主题为工作及生活数字解决方案（Digital Solutions for Work and Life）。在本届CeBIT展会上，主办方首次在27号馆推出“数字生活”展示类别，为历届消费电子展区填充更多内容，增添更多激情。

### CeBIT2007
2007年的CeBIT于3月15日至3月21日举行，吸引了大约48万参观者。这届展会一共有来自77个国家的6059家参展商，其中2748家来自德国。这届展会的主题之一为：因特网的移动技术。此外，通过GPS等媒介的导航系统也引起的很大关注。

### CeBIT2008

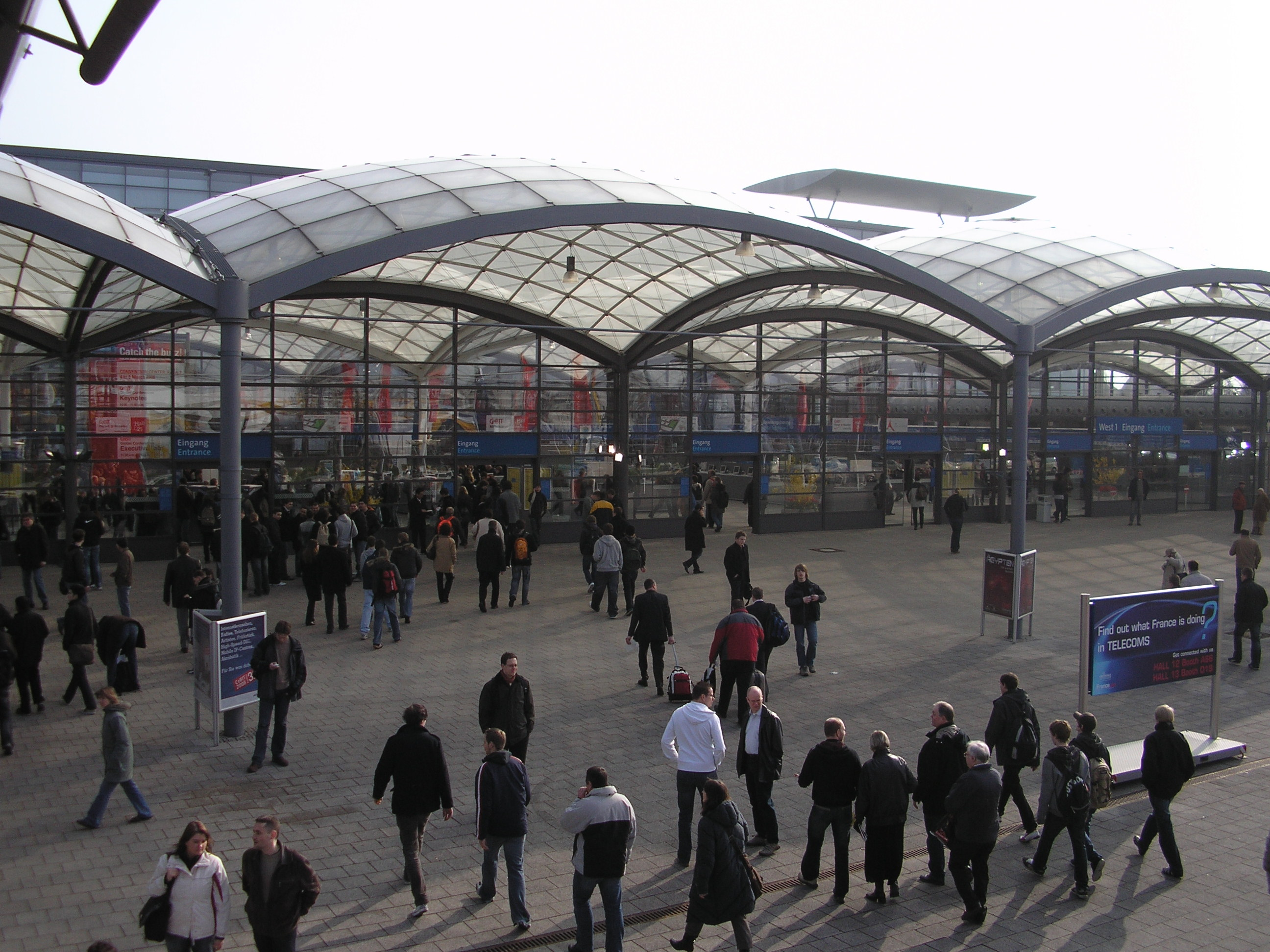
2008年CeBIT。该图片显示的是第13号展场的入口。

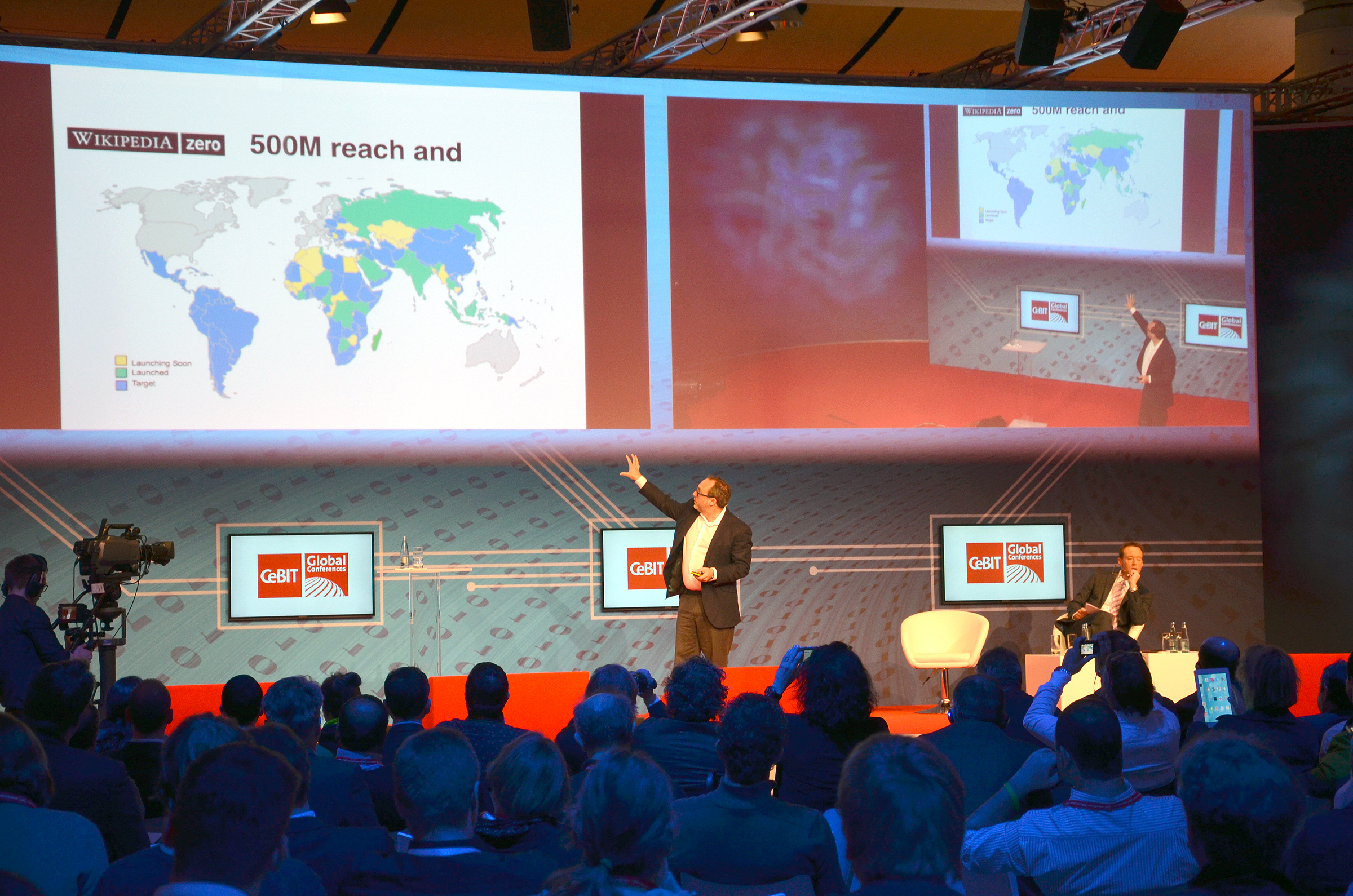
吉米·威爾斯在2014年CeBIT全球研討會中的維基百科零計劃中主持

2008年CeBIT于3月4日到9日举行。共5845个来自77个国家的展览商在此展示了自己的商品。这次CeBIT共有49万5千名游客到访，其中五分之一是非德国人。